# ILOVEYOU蠕蟲
我愛你（ILOVEYOU）蠕蟲，又稱VBS/Loveletter或Love Bug worm，是一個以VBScript撰寫的電腦蠕蟲。

## 敘述
本蠕蟲首度在香港發現，第一次於2000年5月3日出現在電子郵件信箱中，以簡單的ILOVEYOU標題出現，並挾帶附件"LOVE-LETTER-FOR-YOU.TXT.vbs"。
本蠕蟲因三項特質而造成嚴重影響：
- 它以VBScript作為其散佈媒體，此語言之前尚未發現其破壞力與缺陷，因此降低它達到目的的難度。
- 它使用了強力的心理戰術，讓人們開啟此信的附件檔以達成持續散佈的目的。
- Windows 2000是第一個預設隱藏附檔名的版本，如未更改此設定會使下載完成的LOVE-LETTER-FOR-YOU.TXT.vbs顯示為LOVE-LETTER-FOR-YOU.TXT，誤導使用者此檔案是真正的文字檔案。

## 散佈
它從東方國家以極快的速度向西方國家散播。由於它以受害者的整個郵件地址列表為傳播目標，因此本郵件常從熟識者傳來，並讓受害者以為此郵件是安全的，增加中毒郵件被打開的機會。此蠕蟲的目標便是讓少數受害者開啟郵件的VBS附檔，便可製造成千上萬的中毒郵件並以此癱瘓郵件伺服器，而非摧毀其主機內容。

## 影響
這個特殊的惡意軟體造成了世界55億美元的損失。此蠕蟲覆寫受感染電腦上的重要檔案，如音樂、多媒體與其他檔案。它也對受害者的郵件通訊列表上的每個朋友寄出病毒信，此蠕蟲僅感染執行Microsoft Windows作業系統的電腦。

### 創作者
此蠕蟲據信是由Michael Buen所寫，而此蠕蟲所用的Barok特洛伊木馬則是由菲律賓大學生Onel A de Guzman所寫。

## 蠕蟲結構
本蠕蟲的作者辯稱自己在意外中釋放了此惡意軟體。此蠕蟲以Microsoft Visual Basic Scripting寫成，並需要受害者親自啟動此檔案。它也會在Windows登錄編輯程式增加一些注册表键（registry key），使得此惡意程式可以在電腦每次開機時隨之啟動。
本蠕蟲將隨之尋找本受感染電腦所有的檔案裝置並將附檔名為*.JPG, *.JPEG, *.VBS, *.VBE, *.JS, *.JSE, *.CSS, *.WSH, *.SCT, *.HTA的檔案以自己的病毒碼覆蓋之，並再添加.VBS附檔名。此惡意程式也鎖定*.MP3與*.MP2檔案，並將它們隱藏，並複製份相同檔名且添增附檔名.VBS的受感染檔案。
此蠕蟲藉由對每一位Microsoft Outlook通訊名單上的使用者，寄發含有受感染檔案的病毒信以達散播目的。除此之外它也會下載並執行一個名為WIN-BUGSFIX.EXE的檔案，此檔案將會偷竊使用者鍵入的密碼，並將密碼以電子郵件寄發。

## 變種
1. 附件檔名：LOVE-LETTER-FOR-YOU.TXT.vbs
信件標題：ILOVEYOU
郵件訊息：kindly check the attached LOVELETTER coming from me.
2. 附件檔名：Very Funny.vbs
信件標題：fwd: Joke
郵件訊息：empty
3. 附件檔名：mothersday.vbs
信件標題：Mothers Day Order Confirmation
郵件訊息：We have proceeded to charge your credit card for the amount of $326.92 for the mothers day diamond special. We have attached a detailed invoice to this email. Please print out the attachment and keep it in a safe place.Thanks Again and Have a Happy Mothers Day! mothersday@subdimension.com
4. 附件檔名：virus_warning.jpg.vbs
信件標題：Dangerous Virus Warning
郵件訊息：There is a dangerous virus circulating. Please click attached picture to view it and learn to avoid it.
5. 附件檔名：protect.vbs
信件標題：Virus ALERT!!!
郵件訊息：a long message regarding VBS.LoveLetter.A
6. 附件檔名：Important.TXT.vbs
信件標題：Important! Read carefully!!
郵件訊息：Check the attached IMPORTANT coming from me!
7. 附件檔名：Virus-Protection-Instructions.vbs
信件標題：How to protect yourself from the IL0VEYOU bug!
郵件訊息：Here's the easy way to fix the love virus.
8. 附件檔名：KillEmAll.TXT.VBS
信件標題：I Cant Believe This!!!
郵件訊息：I Cant Believe I have Just received This Hate Email .. Take A Look!
9. 附件檔名：ArabAir.TXT.vbs
信件標題：Thank You For Flying With Arab Airlines
郵件訊息：Please check if the bill is correct, by opening the attached file
10. 附件檔名：IMPORTANT.TXT.vbs
信件標題：Variant Test
郵件訊息：This is a variant to the vbs virus.
11. 附件檔名：Vir-Killer.vbs
信件標題：Yeah, Yeah another time to DEATH...
郵件訊息：This is the Killer for VBS.LOVE-LETTER.WORM.
12. 附件檔名：LOOK.vbs
信件標題：LOOK!
郵件訊息：hehe...check this out.
13. 附件檔名：BEWERBUNG.TXT.vbs
信件標題：Bewerbung Kreolina
郵件訊息：Sehr geehrte Damen und Herren!

## 法律責任
由於菲律賓在2000年8月21日尚未存在散佈電腦病毒相關法令，因此檢察官放棄對Onel A. de Guzman的電腦病毒犯罪偵察，轉而偵察其非法使用信用卡密碼與銀行交易的犯罪。而菲律賓電子商務法（公佈編號8792）於2000年6月14日通過，制訂了電子犯罪的罰則。根據此法，非法散佈電腦病毒或觸犯網路犯罪（包括盜版與破解）可處以至少十萬比索（約2350美元），至多與造成損害相當的罰款，並處以六個月以上三年以下有期徒刑。

## 參閱
- 知名病毒及蠕蟲的歷史年表
- 紅色警戒病毒
- 衝擊波病毒

## 外部連結
- （英文） The Love Bug --回顧（页面存档备份，存于）
- （英文） Radsoft: 我愛妳聚集（页面存档备份，存于）
- （英文） 描述頁
- （英文） ILOVEYOU作者：「毫不抱歉」（页面存档备份，存于）由 The Register報導
- （繁體中文） "ILOVEYOU"郵件病毒顛覆企業只重視單機防毒的傳統觀念 （页面存档备份，存于）